# Réanalyse météorologique

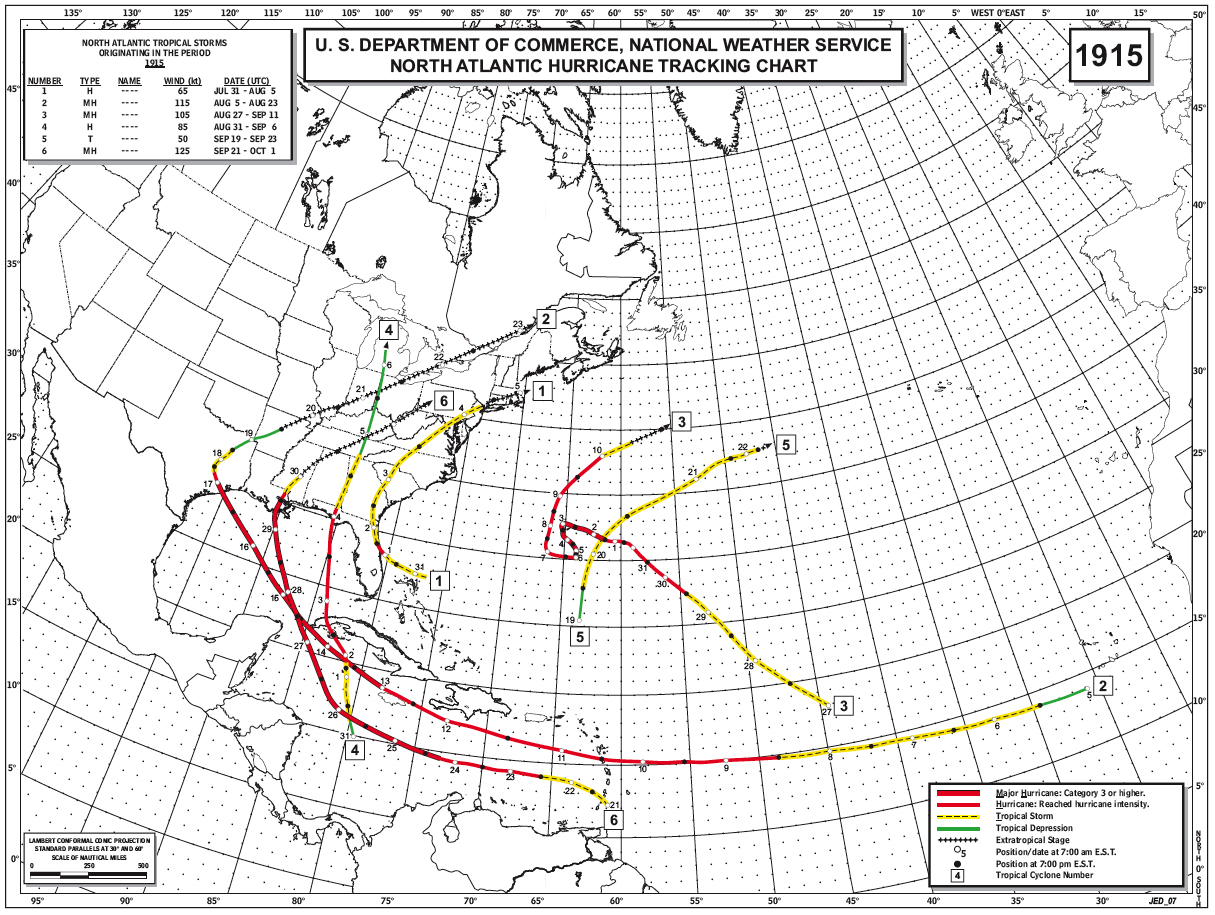
Réanalyse de la trajectoire et de l'intensité des ouragans de 1915.

La réanalyse météorologique est une méthode météorologique destinée à réanalyser objectivement les données globales de surface et d'altitude prises sur une période s'étendant sur des décennies pour l'assimilation de données dans les modèles de prévision numérique du temps. Plusieurs centres à travers le monde font ce genre de réanalyse qui vise à uniformiser et corriger les données historiques afin de mieux pouvoir faire la prévision météorologique et l'étude de cas passés.

## Analyse opérationnelle
Même un modèle parfait ne pourrait produire une prévision parfaite, car les erreurs dans les conditions initiales (température, humidité, etc.) iront en s'amplifiant lors de la prévision et celle-ci divergera de la réalité. Il est donc nécessaire de connaître avec le plus de précision possible l'état initial de l'atmosphère. Déterminer cet état, appelé analyse est en soi un grand défi scientifique qui exige des ressources mathématiques et informatiques comparables à celles dévouées à la prévision elle-même. Les sources de données sont disparates, traditionnellement constituées des observations de surface, s'y ajoutent les données de radiosondage, de profileurs de vents et les mesures effectuées par les avions commerciaux. Actuellement les mesures satellites représentent la source de données la plus importante, et depuis peu, les réflectivités et vitesses radiales  radar sont également prises en compte dans certains modèles de méso-échelle.
Cependant l'utilisation des seules données d'observation n'est pas suffisante. D'une part le nombre de variables d'un modèle numérique est supérieur au nombre d'observations, d'autre part une analyse effectuée directement par interpolation des observations aboutirait à un comportement instable du modèle. C'est une des raisons de l'échec des premières tentatives de modélisation du comportement de l'atmosphère par Richardson.
Pour construire l'analyse, on a donc recours à une ébauche, c'est-à-dire la prévision effectuée précédemment, généralement 6 ou 12 heures auparavant. Cette ébauche est alors corrigée pour s'ajuster au plus près des observations, généralement en tenant compte des erreurs d'observation. L'approche la plus communément utilisée actuellement utilise les méthodes du calcul des variations pour déterminer le meilleur compromis entre l'ébauche et les observations, compte tenu de leurs erreurs respectives. Cette approche est désignée par le terme « 3D-Var » lorsqu'elle ne tient compte que de l'état du modèle et des observations valides à l'heure d'analyse, et « 4D-Var » lorsqu'elle tient également compte de l'évolution de ces derniers sur une fenêtre temporelle.

## Réanalyse

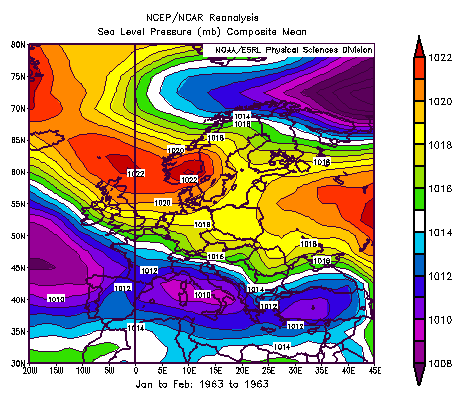
Réanalyse de NCEP/NCAR de la pression moyenne en janvier/février 1963 sur l'Europe.

Les méthodes décrites précédemment constituent l'assimilation de données, devenu un domaine de recherche à part entière. Les analyses obtenues quotidiennement par les différents centres de prévisions à travers le monde sont conservées et mises en commun pour former une banque de conditions météorologiques historiques. Celle-ci est cependant limitée dans le temps à la période des modèles numérique de prévision du temps. Afin de pouvoir donner des résultats constants lorsque les chercheurs testent une modification aux modèles, il faut qu'ils puissent détenir une banque de données historiques plus longue et surtout qui puisse s'améliorer dans le temps en éliminant les erreurs causées par des manques de données dans certaines zones. 
La réanalyse météorologique est ainsi une technique qui vise à constamment mettre à jour les analyses initiales afin de disposer d'une telle banque. Cette tâche en apparence simple est en fait ardue car pour la période couverte par les modèles de prévisions météorologiques, il y a eu des améliorations successives de leur résolution horizontale et verticale, alors que certaines variables ont disparu tandis que de nouvelles ont été introduites. De plus, les instruments de mesure et leurs types ont varié à travers les décennies, avant et après l'ère des modèles. Comme mentionné antérieurement, au début du XXe siècle, seul un nombre limité de données venant de stations météorologique de surface et de bateaux étaient disponibles. Par la suite, les données aérologiques se sont ajoutés à partir des années 1920, les données de satellites à partir des années 1970 et les radars plus récemment. Tout événement météorologique analysé à un moment donné ne dispose donc pas toujours de l'ensemble complet. Ce manque d’homogénéité fait en sorte que les analyses sont des produits difficiles à utiliser, particulièrement pour qui veut analyser le climat sur de longues périodes.
Le CEPMMT/ECMWF en Europe, le NCEP aux États-Unis et plusieurs autres à travers le monde font un tel travail qui permet d'avoir un système cohérent et la correction de plusieurs ajustements manuels dans les zones de données manquantes, où l’estimation de scénarios était habituel. 

### Méthode
Pour produire une réanalyse, ces centres choisissent la version la plus récente de leur modèle de prévision météorologique ainsi que de leur algorithme d'assimilation des données. Ils déterminent ensuite une résolution horizontale et une résolution verticale uniformes qui sera utilisée lors de l'assimilation des données historiques pour toute la période revisitée. De nouvelles sources d’observations qui étaient disponibles mais qui n'étaient pas utilisées au moment de l’analyse antérieure peuvent même être intégrées pour améliorer la représentation du climat. Ce travail est généralement fait pour des périodes où les réseaux d’observations sont variés, denses et fiables sur plusieurs décennies.

### Limites
Bien que la réanalyse est destiné à être le « meilleur » estimé des variables météorologiques, elle doit être utilisée en sachant ses biais et défauts. En effet, les instruments sont régulièrement changés et subissent une détérioration avec l'usage. Ainsi, les capteurs d'un satellite météorologique s'améliorent d'une génération à la suivante mais leurs systèmes se dégradent durant leur durée de vie.
De plus, les diverses réanalyses sont issues de modèles de prévisions différents qui n'utilisent pas les mêmes schémas d’assimilations, n'ont pas la même résolutions et sélections d’observations. Les réanalyses utilisent aussi des variables pour lesquelles il n’existe pas d’observations directes ce qui présente potentiellement les plus grandes disparités car elles sont déterminées uniquement par le modèle de prévision. L'une des contraintes des modèles est également de ne pas conserver l'humidité (précipitations, évapotranspiration, etc.). 
Pour toutes ces raisons, il existe parfois des différences importantes entre les différentes bases de données de réanalyses, surtout dans les régions ou les observations sont rares.